# 12 X 5
12 X 5 je druhé americké album kapely The Rolling Stones vydané v roce [1964] po obrovském úspěchu alba The Rolling Stones, ve Spojených státech prodávaným pod názvem England's Newest Hit Makers. 12 X 5 pokračuje v tendenci nahrávání hlavně cover verzí R&B hitů, ale obsahuje také tři písně autorské dvojice Mick Jagger/Keith Richards a dvě písně napsané celou kapelou pod pseudonymem Nanker Phelge.
Po několika nahráváních v Chicagu v červnu 1964 vydala Decca Records pět písní na EP Five by Five. Protože EP nikdy nebyl ve Spojených státech lukrativní formát, London Records, tehdejší distributor ve Spojených státech, EP rozšířil o dalších sedm písní na celkem dvanáct. Odtud pochází také název alba, který symbolizuje dvanáct písní nahraných pěti hudebníky. Decca Records použila fotografii z obalu také na albu The Rolling Stones No. 2.
12 X 5 dosáhlo ve Spojených státech úspěchu, umístilo se na třetím místě žebříčku a získalo zlatou desku.

## Seznam skladeb
1. "Around And Around" (Chuck Berry) - 3:03
2. "Confessin' The Blues" (Jay McShann/Walter Brown) - 2:47
3. "Empty Heart" (Nanker Phelge) - 2:37
4. "Time Is On My Side" (Norman Meade) - 2:53
5. "Good Times, Bad Times" (Mick Jagger/Keith Richards) - 2:30
6. "It's All Over Now" (Bobby Womack/Shirley Jean Womack) - 3:26
7. "2120 South Michigan Avenue" (Nanker Phelge) - 3:38
8. "Under The Boardwalk" (Arthur Resnick/Kenny Young) - 2:46
9. "Congratulations" (Mick Jagger/Keith Richards) - 2:29
10. "Grown Up Wrong" (Mick Jagger/Keith Richards) - 2:05
11. "If You Need Me" (Robert Bateman/Wilson Pickett) - 2:04
12. "Susie Q" (Eleanor Broadwater/Stan Lewis/Dale Hawkins) - 1:50